# Егзофталмус
Егзофталмус, егзофталмија или проптоза (грч. exophthalmos) је избочење очне јабучице.

## Епидемиологија
Учесталост
На глобалном нивоу, према једној студији спроведеној у Сједињеним Америчким Државама учесталост егзофталмуса износила је 2,9 случајева на 100.000 становника годишње, код мушкараца и 16 случајева на 100.000 становника годишње код жена. У истој студији уочена је бимодална дистрибуција у оба пола, стим што жене показује један пик у старости између 40 и 44 година, а други пик у доби између 60 и 64 година. Код мушкараца, бимодална појава пикова уочава се у старости од 45 и 49 година и 65 и 69 година. Оба инцидентна пика, код мушкараца била су 5 година касније него код жена.
Телез М. са сарадницима, у другој малој студији која је обухватила 155 пацијената, са дијагнозом Грејвс-Базедовљеве болести, и у којој је било 26% мушкараца, а 36% жена; преваленца је била виша код европљана, по стопи од 42% у односу на 7,7% код азијата. Анализа података у овој студији такође је показала да европљани имају 6,4 пута већу шансу да оболе од Грејвс-Базедовљеве болести него азијати.
Морталитет/морбидитет
Егзофталмус (проптоза) из било ког разлога може угрозити визуелни функцију и интегритет ока. Најчешће последице настају због надекватне заштите ока очним капцима, што код лагофтхалмуса, може да изазове кератопатију. Због нарушених хомеостатских механизама заштите ока настаје дисфункција епитела рожњаче, њено изумирање на поједнимим деловима и појава улцерације, са могућим перфорацијом рожњаче у тешким случајевима.Такође поремећај у стварању слоја сузног филма на рожњачи и непотпуна хидратација ока негативно ће утицати на функцију вида и комфор пацијента.
Егзофталмус, секундарно, у ретробулбарном простору, може изазвати притисак на видни живац и изазвати оптичку неуропатију. Сметње у функцији оптичког живца могу бити резултат нарушеног протока крви изазваног компресијом ретробулбарних крвних судова. Нарушен проток крви оштећује исхрану неурона и неповратно доводи до њиховог изумирања и тиме смањења функције видног живца.
Такође као једна од манифестација болести може настати дисфункција зенице, са сужењем видног поља.

## Етиологија
Најчешћи узрок егзофталмуса је:
- Грејвс-Базедовљева болест, најчешћи је узрок избочење очне јабучице, које је изазивано едемом и лимфатичном инфилтрацијом ткива орбите.
- Тумори орбите (нпр лимфом, хемангиом, малформације крвних судова),
- Запаљења (нпр орбитални целулитис),
- Каротидна кавернозна или дурално кавернозна фистула,
- Тромбоза кавернозног синуса,
- Повреда ока,
- Повећање очне јабучице (као код урођеног глаукома и једностране јаке кратковидости),
- Ретробулбарнаи крварење
- Сферани-орбитални менингеом.

Такође егзофталмус се јавља код хипертиреозе без инфилтративног захватања ока, Кушингове болести, изразита гојазност и болести орбите које могу узроковати промене које су сличне егзофталмуса, али то нису.

## Клиничка слика
Симптоми Грејвс-Базедовљевеве болести поред егзофталмуса укључују бол, сузење, сувоћу очију, надражај, фотофобију, слабост очних мишића која доводи до диплопије (двослике) те губитак вида услед притиска на видни живац.
Системски симптоми обухватају срчане палпитације, анксиозност, појачани апетит, губитак тежине и несаницу.
Изненадни једнострани настанак егзофталмуса указује на
- интраорбитално крварење (до којег може доћи након операције, ретробулбарни ињекције или трауме)
- упалу орбите или параназалних синуса (не-неопластичне ћелијска инфилтрација и пролиферација);
- полаганији настанак егзофталмуса указује на тумор орбите.

## Дијагноза
- Налаз типичан за хипертиреозу, али неповезан са инфилтративни болешћу ока, укључује увлачење и заостајање капка, темпорално избочење горњег капка и укоченост погледа.
- Други знаци код егзофталмуса обухватају црвенило капка и инфекцију коњуктиве.
- Дуготрајна изложеност егзофталмусу узрокује сушење рожњаче што може довести до инфекције и улцерације.
- Повишена телесна температура указује на орбитални целулитис или тромбозу кавернозног синуса.
- Пулсирајући егзофталмуса са орбиталним шумом указује на фистулу између каротиде или дуре и кавернозног синуса.
- Једнострани егзофталмуса указује на болест која није повезана са штитњачом, премда и Грејвс-Базедовљева болест понекад може изазвати једнострани егзофталмус.

Егзофталмуса се може потврдити применом егзофталмометрије, којом се мери растојање између спољњег угла коштаног зида орбите и рожњаче; нормалне вредности у особа беле расе је < 20 mm, а у особа црне расе < 22 mm.
Компјутеризована томографија или магнетна резонантна томографија, обично се корисни за потврђивање дијагнозе и утврђивање патоанатомских узрока једностраног егзофталмуса.
Испитивање функције штитне жлезде индиковано је кад се сумња да је егзоифталмус изазван Грејвс-Базедовљевом болешћу.

## Терапија
У тешким случајевима, како би се спречило оштећење рожњаче, потребно је њено стално „подмазивање“. Када оно није довољно, може бити примењен оперативни захват, којим се постиже боља прекривеност очне површине.
Системска примена кортикостероида (нпр преднизона више недеља), често помаже у контроли едема и конгестије орбите узроковане болешћу штитњаче и упалним псеудотумор орбите.
Остали захвати зависе од етиологије егзофталмуса.
Лечење штитњаче често не утиче на Грејвесов егзофталмус, али се он током времена може смањити.
Тумори, са егзофталмусом морају се хируршки одстранити.
У случајевима артериовенских фистула које захватају кавернозни синус лечење може бити ефикасно применом селективне емболизације или, ретко, уградњом заштитних мрежица.